# Van Canto
A van Canto egy német a capella–heavy metal együttes. Egyedi felállásában 5 énekes (köztük egy nő) és egy dobos szerepel.

## A zenekar neve
Egy interjúban a név magyarázata a következő: Canto a latin cantare szóból származik (jel: énekel, dalol), a Van nem bír konkrét jelentéssel, de jól néz ki a plakátokon.

## Történet

### Alapítás és az első album
A zenekart 2006-ban alapította Stefan Schmidt, decemberben jelent meg első saját gyártású albuma, az „A Storm To Come”. Ezen hét saját szám, valamint Metallica-feldolgozások szerepelnek.

### A második album
2007-ben a zenekar aláírt egy lemezszerződést a GUN Records-szal és a Sony BMG-vel. A Storm To Come-ot aztán újra kiadták 2007 decemberében. Dennis Strillinger dobost Bastian Emig váltotta.
2008-ban turnéztak Brazíliában, és  több német metalfesztiválon (többek között a Wacken Open Airen) is felléptek. A zenekar ezután bejelentette második albumukat, a Herot, melyet 2008 szeptemberében adtak ki. Ezen az albumon szerepel Blind Guardian (The Bard's Song - In the forest), Iron Maiden (Fear of the Dark), Manowar (Kings of metal), és Deep Purple szám feldolgozása is. Blind Guardian Bard's Song-jának feldolgozása jól illusztrálja a stilisztikai közelséget. 2008 őszétől 2009 júliusáig a turnéztak a „Heroes on Tour” részeként Németországban, Svájcban és Ausztriában.

### Változás: Napalm Records, és a harmadik album
2009 februárjában bejelentették az új CD-t, a Tribe a Force-t, és, hogy ezen lévő, Magic Taborea című számuk a hivatalos zenéje a Runes of Magic számítógépes játéknak. Ebben a számban egyedül zenekari kíséret van. Harmadik albumukat a Napalm Records segítségével készítették el, és 2010 februárjában világszerte megjelent a másik két albumuk kíséretében.
13 dal, köztük a Metallicától a Master of Puppets és a Grave Diggertől a Rebellion, három pedig világszerte ismert művészekkel: Victor Somolski, Tony Kakko, Chris Boltendahl .

## Stílus
Bár a Heavy metal tipikus eszköze, az elektromos gitár hiányzik, a zenekar a színpadi jelenlét, a hangok és a kiválasztott feldolgozásoknak köszönhetően metalzenekarnak tekinthető. A szólógitárt, a basszusgitárt, a billentyűsök hangjait az énekesek utánozzák.

## A zenekar tagjai

### Jelenlegi tagok
- Hagen "Hagel" Hirschmann – ének
- Inga Scharf – magasabb ének
- Stefan Schmidt – alacsonyabb „rakkatakka” és „wah-wah” gitárszóló ének
- Ross Thompson – magasabb „rakkatakka” ének
- Ingo Sterzinger (Ike) – a legmélyebb „dandan” ének
- Bastian Emig – dob

### Korábbi tagok
- Dennis Strickland (2006–2007) – dob

## Diszkográfia
- 2006: A Storm To Come (újra kiadás: 2007)
- 2008: Hero
- 2010: Tribe of Force
- 2011: Break the Silence
- 2014: Dawn of the Brave

## Fordítás
- Ez a szócikk részben vagy egészben  a   Van Canto című német Wikipédia-szócikk fordításán alapul.  Az eredeti cikk szerkesztőit annak laptörténete sorolja fel. Ez a jelzés csupán a megfogalmazás eredetét és a szerzői jogokat jelzi, nem szolgál a cikkben szereplő információk forrásmegjelöléseként.
- Ez a szócikk részben vagy egészben  a   Van Canto című angol Wikipédia-szócikk fordításán alapul.  Az eredeti cikk szerkesztőit annak laptörténete sorolja fel. Ez a jelzés csupán a megfogalmazás eredetét és a szerzői jogokat jelzi, nem szolgál a cikkben szereplő információk forrásmegjelöléseként.